# Johan Ankerstjerne (filmfotograf)
 For alternative betydninger, se Johan Ankerstjerne. (Se også artikler, som begynder med Johan Ankerstjerne)
Johan Valdemar Ankerstjerne (født 17. januar 1886 i Randers, død 18. august 1959 i København) var en dansk filmfotograf og Nordisk Films cheffotograf. Han etablerede i 1932 Johan Ankerstjerne A/S.
Johan Ankerstjerne er begravet på Vestre Kirkegård i København.

## Filmografi
| - Det mørke Punkt (1911) - Livets Løgn (1911) - Hjærternes Kamp (1912) - Historien om en Moder (1912) - Et Hjerte af Guld (1912) - Den sorte Kansler (1912) - Guvernørens Datter (1912) - En Hofintrige (1913) - Højt Spil (1913) - Troløs (1913) - Pressens Magt (1913) - Sladder (1913) - Hvem var Forbryderen? (1913) - Flugten gennem Luften (1913) - Djævelens Datter (1913) | - Den tredie Magt (1913) - Atlantis (1913) - Bristet Lykke (1913) - Et Læreaar (1914) - Det gamle Fyrtaarn (1914) - Eventyrersken (1914) - Fædrenes Synd (1914) - Vasens Hemmelighed (1914) - Tugthusfange No. 97 (1914) - Skyldig? - ikke skyldig? (1914) - Elskovsleg (1914) - Af Elskovs Naade (1914) - Ægteskab og pigesjov (1914) - Revolutionsbryllup (1915) - Addys Ægteskab (1916) | - Viljeløs Kærlighed (1916) - Gentlemansekretæren (1916) - Syndig Kærlighed (1916) - Lotteriseddel No. 22152 (1916) - Du skal elske din Næste (1916) - Den største Kærlighed (1916) - Sønnen (1916) - Syndens datter (1916) - Pro Patria (1916) - Hævnens Nat (1916) - Mens Juleklokkerne ringer (1917) - En ensom Kvinde (1917) - Telefondamen (1917) - Pigen fra Palls (1917) - Gengældelsens Ret (1917) | - For sit Lands Ære (1918) - Fangen fra Erie Country Tugthus (1918) - Hævneren (1918) - Dommens dag (1918) - Lægen (1918) - Du skal ære - (1918) - Et nydeligt Trekløver (1919) - Bajadser (1919) - Gillekop (1919) - En Aftenscene (1920) - Dømmer ikke (1920) - Lykkeper (1920) - Hendes Fortid (1921) - Munkens Fristelser (1921) - Pan (1922) | - Timeglasset (1922) - Heksen (1922) - Republikaneren (1923) - Hadda Padda (1924) - Det store Hjerte (1925) |